# Домналл III
Домналл III (Домналл мак Константин; гэльск. Domnall mac Caustantín; умер в 835) — король гэльского королевства Дал Риада, правил с 811 по 835 год.

## Биография
Домналл III был одним из сыновей короля пиктов Константина. С 811 года, после смерти короля Коналла мак Эйдана, Домналл стал править Дал Риадой совместно со своим дядей Эохайдом IV. В 819 году Эохайд умер и Домналл стал полновластным королём Дал Риады. «Песнь скоттов» помещает 24-летнее правление Домналла между Эдом Белым и двумя Коналлами. Поскольку в период с 811 по 835 год никаких упоминаний о других королях Дал Риады нет, правление Домналла обычно помещают в этот временной промежуток. С другой стороны, если Домналл III действительно правил между двумя Коналлами и Эдом, то под именем Эда, возможно, является не Эд Белый, а преемник Домналла — Эд мак Боанта, который наследовал Домналлу после его смерти в 835 году.